# Ladrón Peak
Ladrón Peak ist ein einzeln gelegener, gut sichtbarer Berg in der Mitte von New Mexico etwa 80 km südwestlich von Albuquerque. Ladrón Peak ist der einzige größere Gipfel in dem Sierra Ladrones genannten Gebirgsmassiv, das zwischen dem Rio Puerco im Osten und dem Rio Salado im Südwesten liegt.  
Trotz seines vulkanartigen Aussehens und der Nähe zu Lavaströmen und kleineren Vultanen handelt es sich nicht um einen Vulkan, sondern einen Berg aus Granit aus dem Präkambrium.

## Name
Der Name des Berges heißt „Dieb“, und „Sierra Ladrones“ sind die „Diebesberge“, weil es dort Überfälle durch Navajos und Apachen sowie später durch Hispanics und anglo-amerikanische Viehdiebe gab, die die Berge als Versteck benutzt haben. Die prähistorische Besiedlung hat wohl schon seit mehr als 10,000 Jahren stattgefunden bis in die Zeit der Mogollon- und Anasazi-Kultur. Heute gehört das Gebirge zum Sevilleta National Wildlife Refuge, das vom United States Fish and Wildlife Service verwaltet wird. Der Rest des Landes gehört teils dem Bureau of Land Management und teils privaten Grundbesitzern.